# Kommunalvalen i Finland 2000
Kommunalval i Finland utom Åland den 22 oktober 2000 för mandatperioden 2001-2004. Antalet röstberättigade var 4 014 611 och av dem deltog 2 242 811 eller 55,9 % % i valet. Största parti blev centern som också vann flest fullmäktigeplatser.
Kommunalvalen på Åland hade hållits 1999.

## Bakgrund
Valet förrättades i enlighet med den nya kommunala vallagen (714/1998) som trädde i kraft 8 oktober 1998. Liksom tidigare hade registrerade partier och valmansföreningar rätt att ställa upp kandidater. Minst 10 röstberättigade i en kommun krävdes för att bilda en valmansförening.

## Valresultat
Nedanstående resultat ger en total sammanställning av valen i hela Finland. För resultatet i varje kommun för sig, se respektive kommunartikel.

| Parti eller valmansförening | Parti eller valmansförening                         | Röster             | Röster       | Röster | Röster | Mandatfördelning | Mandatfördelning |
| Parti eller valmansförening | Parti eller valmansförening                         | Antal              | Röstskillnad | %      | +− %   | Antal            | +−               |
| --------------------------- | --------------------------------------------------- | ------------------ | ------------ | ------ | ------ | ---------------- | ---------------- |
|                             | Centern i Finland                                   | 528 319            | +9 637       | 23,8   | +2,0   | 4 625            | +166             |
|                             | Finlands Socialdemokratiska Parti                   | 511 370            | −72 253      | 23,0   | -1,5   | 2 559            | -183             |
|                             | Samlingspartiet                                     | 463 493            | −50 939      | 20,8   | -0,8   | 2 028            | -140             |
|                             | Vänsterförbundet                                    | 219 671            | −26 926      | 9,9    | -0,5   | 1 027            | -101             |
|                             | Gröna förbundet                                     | 171 707            | +22 373      | 7,7    | +1,4   | 338              | +46              |
|                             | Svenska folkpartiet i Finland                       | 113 170            | −16 348      | 5,1    | -0,3   | 644              | -27              |
|                             | Finlands Kristliga Förbund                          | 95 009             | +19 515      | 4,3    | +1,1   | 443              | +90              |
|                             | Sannfinländarna                                     | 14 712             | −7 287       | 0,7    | -0,2   | 109              | -29              |
|                             | Finlands kommunistiska parti                        | 10 460             | Ny           | 0,5    | Ny     | 14               | Ny               |
|                             | För Fred och Socialism - Kommunistiska Arbetarparti | 2 314              | −2 169       | 0,1    | -0,1   | 2                | -1               |
|                             | Reformgruppen                                       | 2 119              | Ny           | 0,1    | Ny     | 5                | Ny               |
|                             | Pensionärer För Folket                              | 1 428              | -605         | 0,1    | 0,0    | 1                | -1               |
|                             | Förbundet för det Fria Finland                      | 665                | -699         | 0,0    | -0,1   | 3                | -3               |
|                             | Alternativförbundet                                 | 400                | Ny           | 0,0    | Ny     | 0                | 0                |
|                             | Det Eko-Brokiga partiet                             | 11                 | -863         | 0,0    | 0,0    | 0                | -1               |
|                             | Valmansföreningar                                   | 89 276             | +3 786       | 4,0    | +0,4   | 480              | +16              |
| Antal giltiga röster        | Antal giltiga röster                                | 2 224 124          | −153 628     | 100,0  |        | 12 278           | -204             |
| Ogiltiga röster             | Ogiltiga röster                                     | 18 687             |              |        |        |                  |                  |
| Totalt                      | Totalt                                              | 2 242 811 (55,9 %) |              |        |        |                  |                  |

Ungfinska partiet, Liberala folkpartiet, Finlands Pensionärsparti och Naturlagspartiet som ställde upp i val 1996 ställde inte upp i detta val.